# Fernand Muûls
Fernand François Edmond Marie Baron Muûls (* 12. Juli 1892 in Saint-Josse-ten-Noode; † 2. März 1981 in Woluwe-Saint-Pierre) war ein belgischer Diplomat.

## Werdegang
Muûls studierte Staats- und Rechtswissenschaften. Nach seiner Promotion 1919 in Brüssel trat er in den diplomatischen Dienst des Königreichs Belgien ein. Im Rang eines Attachés war er ab 1920 in der Rechtsabteilung des belgischen Außenministeriums tätig. 1921 wurde er Chef des Kabinetts des belgischen Hochkommissars in Koblenz, kehrte aber 1926 wieder in das Außenministerium zurück. Daneben übernahm er 1930 als Professor einen Lehrauftrag für Geschichte der Diplomatie, internationales Recht und Verfassungsrecht an der Kriegsakademie in Brüssel. 1937 vertrat er die belgische Regierung im Fall von Jacques de Borchgrave beim Ständigen Internationalen Gerichtshof in Den Haag. 1943 wurde er zum außerordentlichen Botschafter und bevollmächtigten Minister 1. Klasse. ernannt.
Als Vertreter Belgiens nahm Muûls nach Ende des Zweiten Weltkriegs an einer Reihe internationaler Konferenzen teil, so in der ständigen Kommission für die Rheinschiffahrt, an der Pariser Friedenskonferenz 1946 und bei der Konferenz über die Verabschiedung des Schuman-Planes.
Am 12. Mai 1951 erfolgte seine Ernennung zum Botschafter Belgiens bei der deutschen Bundesregierung in Bonn. 1953 wurde er Botschafter in Ottawa und war Delegierter bei der Vollversammlung der Vereinten Nationen. 1958 war er Präsident der belgischen Delegation bei der in Genf tagenden internationalen Seerechtskonferenz.

## Ehrungen
- 1953: Großkreuz der Bundesrepublik Deutschland